# یواس‌اس کنبک (۱۸۶۱)
یواس‌اس کنبک (۱۸۶۱) (به انگلیسی: USS Kennebec (1861)) یک کشتی بود که طول آن ۱۵۸ فوت (۴۸ متر) بود. این کشتی در سال ۱۸۶۱ ساخته شد.